# Eva Braun
Eva Anna Paula Hitler (de soltera Braun; Múnich, 6 de febrero de 1912-Berlín, 30 de abril de 1945) fue una fotógrafa y asistente de oficina alemana. Es conocida por ser la novia y esposa de Adolf Hitler, con quien contrajo matrimonio un día antes de que ambos se suicidaran.
Cuando tenía 17 años de edad, Eva Braun conoció a Hitler en Múnich, donde ella trabajaba como asistente y modelo para el fotógrafo personal del líder nazi Heinrich Hoffmann. Un par de años después, comenzaron a verse habitualmente, aunque Braun intentó suicidarse en dos ocasiones al comienzo de su relación. Ya en 1936, Braun formaba parte del círculo íntimo de Hitler en la residencia del Berghof, cerca de Berchtesgaden, donde llevó una vida totalmente alejada de la Segunda Guerra Mundial. Braun era fotógrafa y fue la autora de gran parte de las fotos y cortometrajes en color que se conservan de Hitler. Fue una de las figuras clave del círculo íntimo del Führer, pero no apareció en eventos públicos hasta mediados de 1944, después de que su hermana Gretl se casara con Hermann Fegelein, general de las SS.
Cuando el Tercer Reich se derrumbaba hacia el final de la guerra, Eva Braun juró lealtad a Adolf Hitler y se trasladó a Berlín para estar a su lado en el Führerbunker, situado bajo la Cancillería del Reich. Cuando se acercaban las tropas del Ejército Rojo, el 29 de abril de 1945 Braun contrajo matrimonio con Hitler en una breve ceremonia civil; ella tenía 33 años y él 56. Menos de cuarenta horas después, ambos se suicidaron dentro del búnker, ella con la ingestión de una cápsula de ácido prúsico. El pueblo alemán no supo de la relación de Hitler con Braun hasta después de sus muertes.

## Primeros años

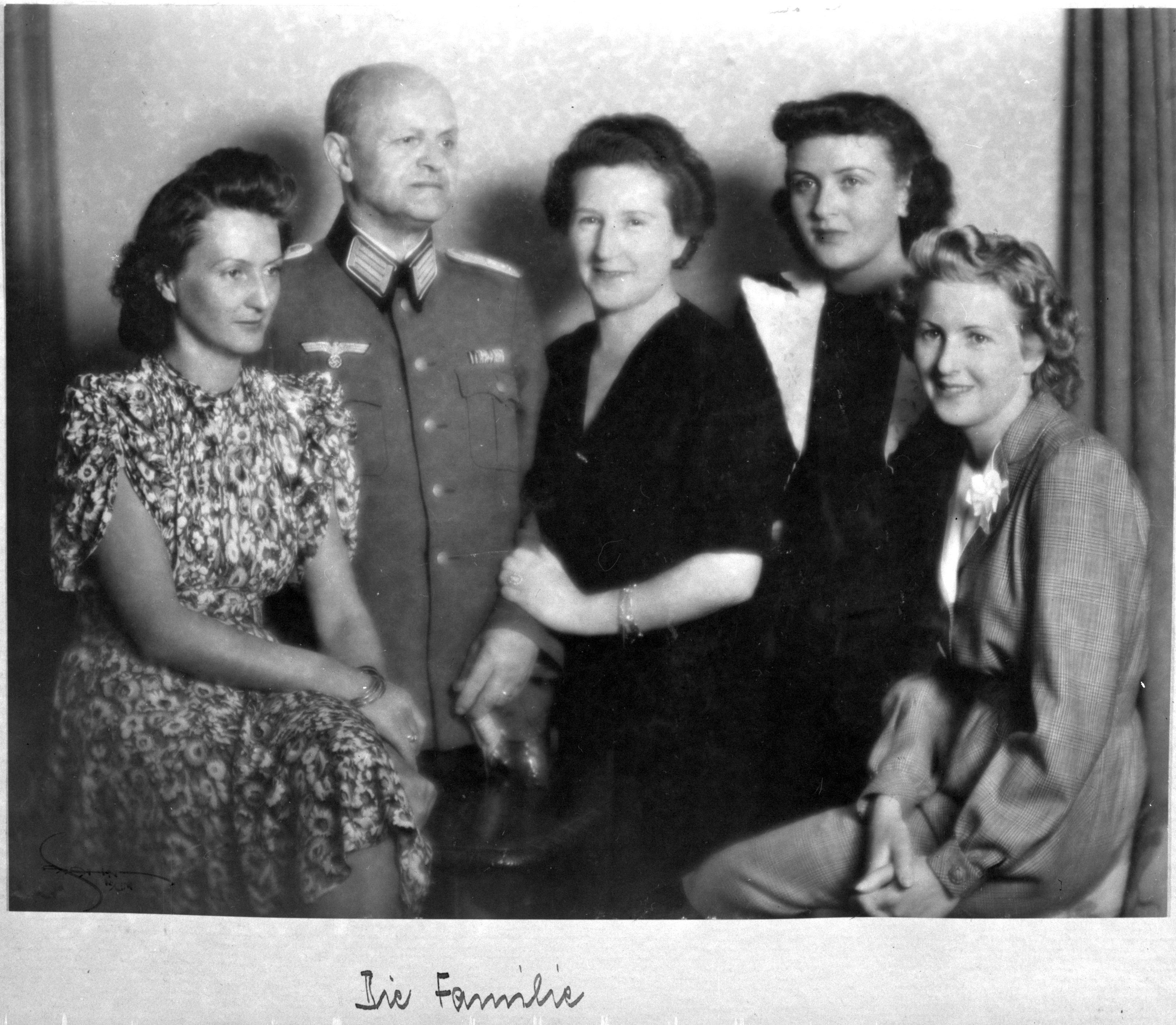
Eva Braun con su familia

Nacida en Múnich, Eva Braun fue la segunda de las tres hijas de un maestro de escuela, Friedrich «Fritz» Braun (1879-1964), y de Franziska «Fanny» Kronberger (1885-1976), que había trabajado de costurera antes de casarse. Su hermana mayor, Ilse, nació en 1909 y su hermana pequeña, Margarete (Gretl), en 1915. Los padres de Eva se separaron en 1921 y volvieron a casarse al año siguiente, principalmente por razones económicas —la hiperinflación estaba asolando entonces la economía alemana—. Eva Braun se educó en un liceo católico de Múnich y después estudió durante un año en la escuela de comercio del Convento de las Hermanas Inglesas en la localidad de Simbach am Inn, donde obtuvo unas calificaciones promedio y destacó por su talento para el atletismo. Con 17 años consiguió trabajo en el estudio de Heinrich Hoffmann, fotógrafo oficial del Partido Nazi. En principio fue empleada como dependienta y vendedora, pero pronto empezó a trabajar como fotógrafa. En octubre de 1929 conoció a Adolf Hitler en el estudio de Hoffmann en Múnich, a quien le presentaron como «Herr Wolff». Su hermana Gretl también empezó a trabajar con Hoffmann en 1932, por lo que ambas alquilaron un apartamento para vivir juntas a partir de entonces. Gretl acompañó a Eva en sus posteriores viajes con Hitler a la zona de Obersalzberg.

## Relación con Hitler

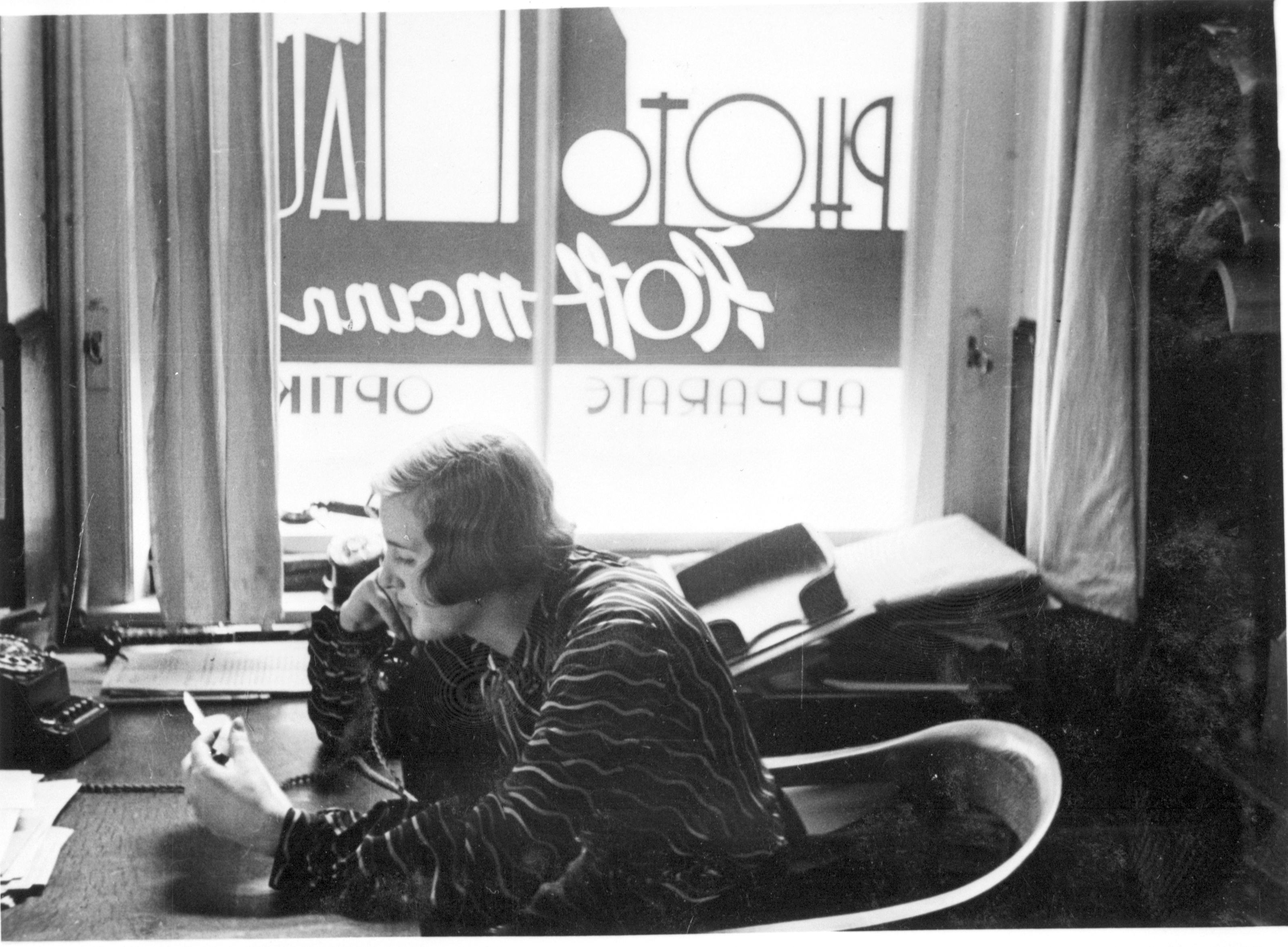
Eva Braun en el estudio de Heinrich Hoffmann, 1932

Hitler vivió con su medio sobrina Geli Raubal en un apartamento de Múnich desde 1929 hasta la muerte de esta el 18 de septiembre de 1931, cuando fue encontrada muerta en el apartamento a causa de un disparo efectuado con la pistola de Hitler en lo que pareció ser un suicidio. En ese momento el líder nazi se hallaba en Núremberg. La relación con Raubal había sido muy importante para él, quizá la más intensa de toda su vida. Después de la muerte de Raubal, Hitler comenzó a ver con más frecuencia a Braun.
La propia Eva Braun intentó suicidarse el 10 o el 11 de agosto de 1932 disparándose en el pecho con la pistola de su padre. Los historiadores no lo consideran un intento serio de quitarse la vida, pero fue una llamada de atención a Hitler. Tras la recuperación de Eva, ambos se acercaron más todavía y hacia finales de 1932 ya se habían convertido en amantes. Cuando Hitler estaba en Múnich, los dos pasaban la noche juntos en el apartamento que él poseía en la ciudad. A partir de 1933, Braun trabajó como fotógrafa para Hoffmann, un empleo que le permitía viajar como parte del séquito de Hitler. Años después Braun también trabajó en el departamento de arte del estudio fotográfico.

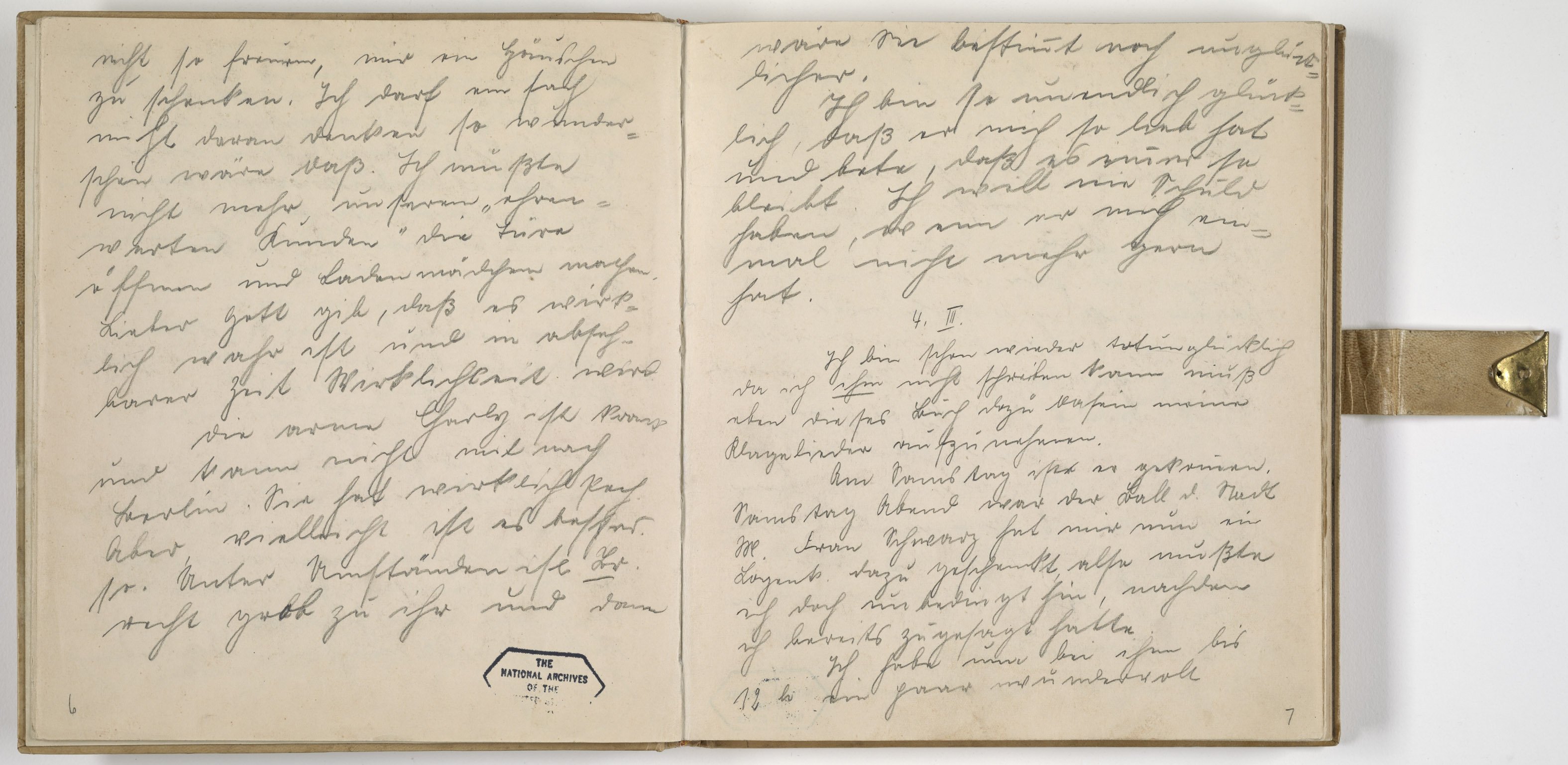
Páginas del diario íntimo de Eva Braun, de 1935.

Según un fragmento del diario de Braun y un relato del biógrafo Nerin Gun, el segundo intento de suicidio de Braun tuvo lugar en mayo de 1935. En esa ocasión tomó una sobredosis de pastillas para dormir porque Hitler no le dedicaba más tiempo en su vida. En agosto de ese año, el Führer les proporcionó a Eva y a su hermana un apartamento de tres habitaciones en Múnich y al año siguiente una villa en Bogenhausen. En 1936 Eva Braun comenzó a acompañar a Hitler en sus estancias en el Berghof, la residencia alpina del dictador nazi cerca de Berchtesgaden, aunque la mayor parte del tiempo ella vivía en Múnich. Braun también tenía un apartamento privado en la nueva Cancillería del Reich en Berlín, diseñada por el arquitecto Albert Speer.
Braun acudió por primera vez a un congreso del partido nazi en Núremberg en 1935 como parte del equipo de Hoffmann. La medio hermana de Hitler, Angela Raubal —madre de la fallecida Geli— se disgustó por la presencia allí de la amante de Hitler y poco después fue despedida de su puesto como ama de llaves de la residencia de Berchtesgaden. Los historiadores no han conseguido determinar si su aversión por Braun fue la única razón de su partida, pero sin duda a partir de ese momento otros miembros del séquito de Hitler comenzaron a ver a Eva como alguien intocable.

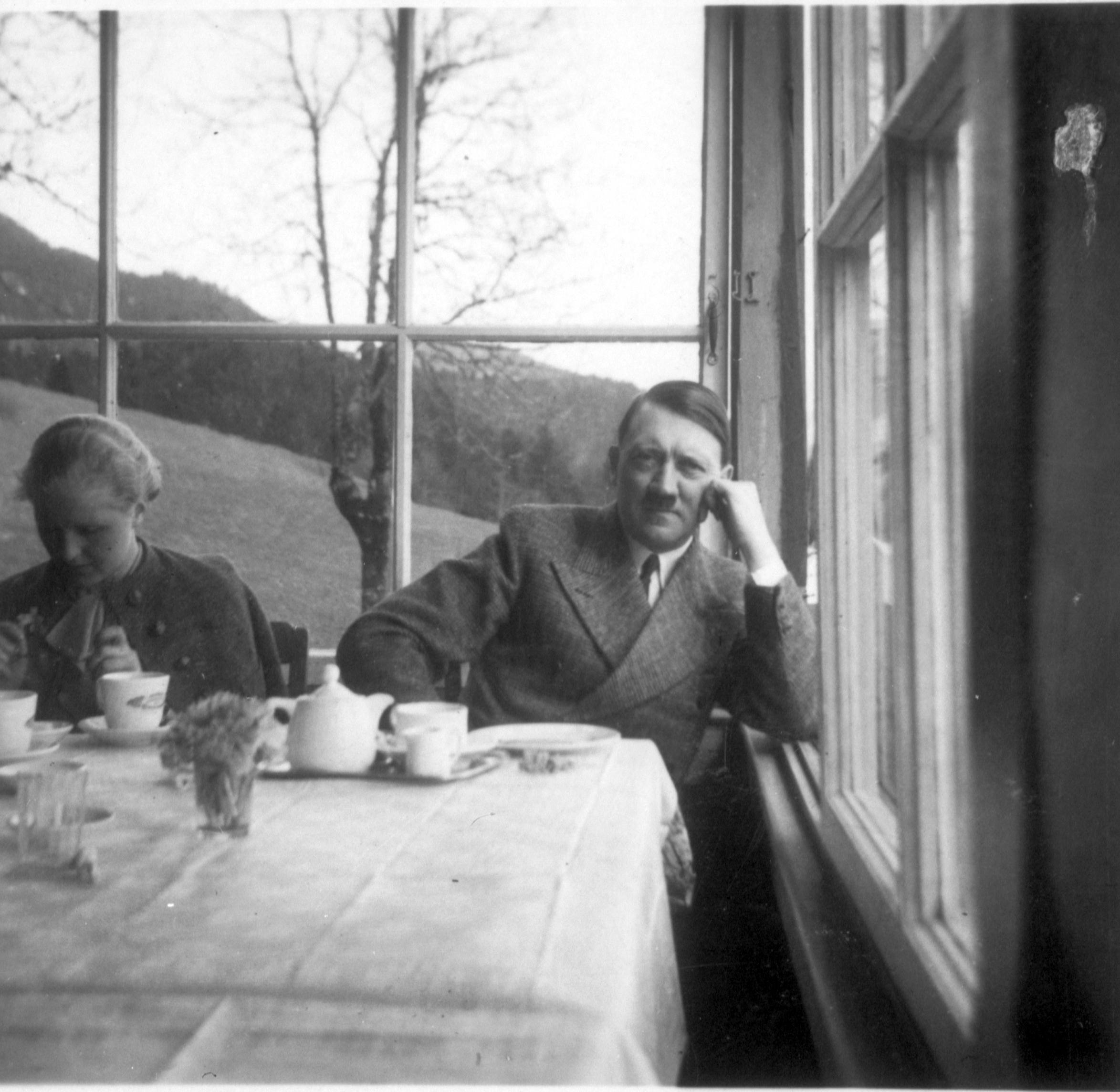
Eva Braun con Adolf Hitler, 1935

Hitler quería cultivar una imagen de héroe casto; en la ideología nazi, los líderes políticos y los combatientes eran los hombres, mientras que las mujeres eran amas de casa. El Führer se consideraba sexualmente atractivo para las mujeres y quería permanecer soltero para aprovecharlo. Por ello, Hitler y Eva Braun nunca aparecieron juntos en público y la única ocasión en que se dejaron ver en una foto de la prensa fue cuando ella se sentó cerca de él en los Juegos Olímpicos de Invierno de 1936. El pueblo alemán no supo de la relación de la pareja hasta después de la Segunda Guerra Mundial. Según afirma Albert Speer en sus memorias, Braun nunca durmió en la misma habitación que Hitler y además tenía sus propias estancias en el Berghof, en la residencia del Führer en Berlín y hasta en el búnker en el que acabó sus días. El arquitecto llegó a dejar escrito que «Eva Braun sería una gran decepción para los historiadores».

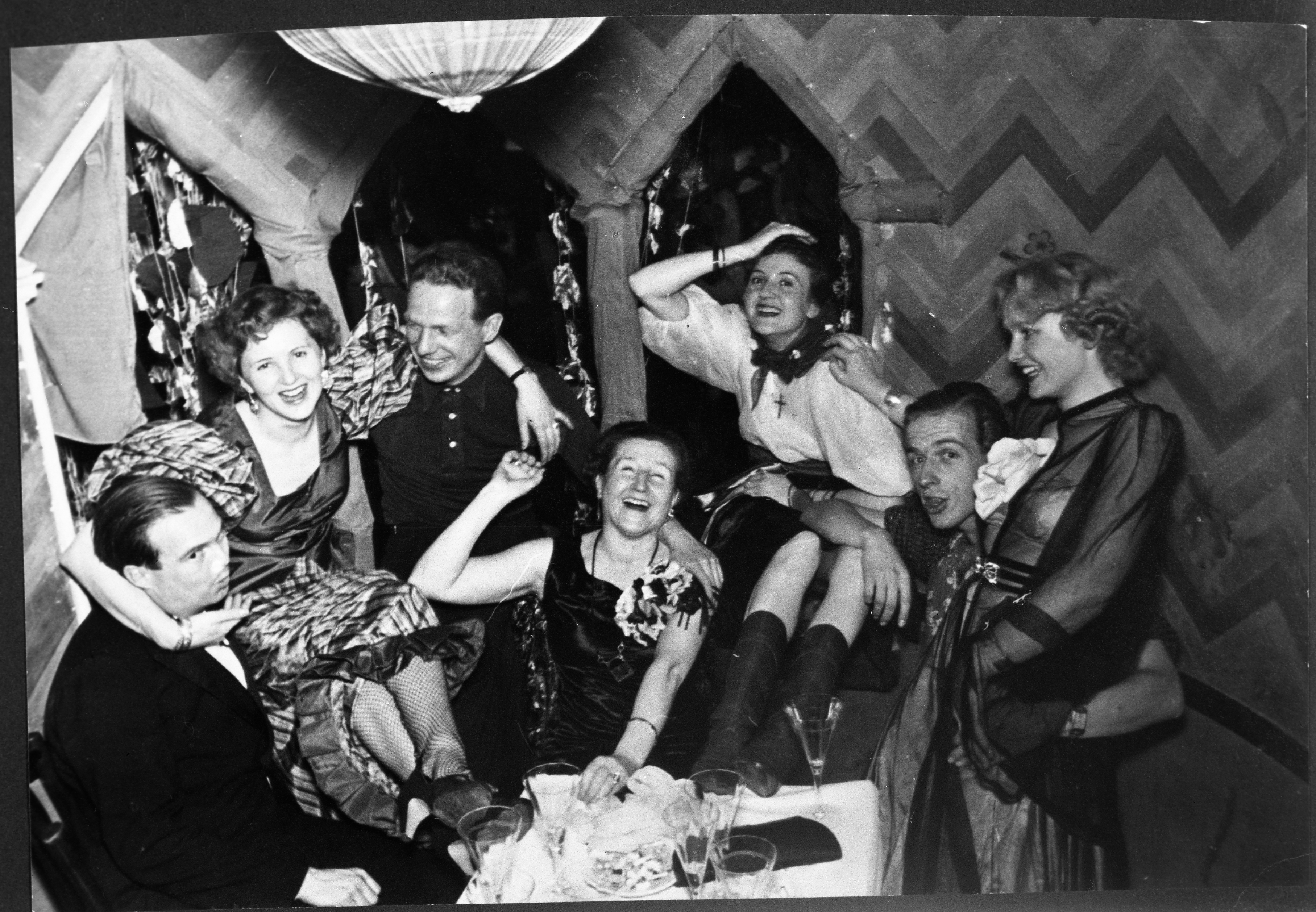
Eva Braun y su familia en una fiesta de carnaval en 1938. La familia Braun estaba bien situada en la clase media de Múnich.

La biógrafa Heike Görtemaker señala que las mujeres no tuvieron un papel importante en la política del Tercer Reich. La influencia de Braun en las decisiones de Hitler parece que fue mínima; ella nunca tuvo permiso para intervenir en conversaciones políticas o de negocios y debía abandonar la habitación cuando estaban presentes los ministros del gobierno nazi u otros altos dignatarios. Además, no fue miembro del partido nazi. Sus aficiones eran el deporte, la música y el cine, y todos los historiadores coinciden en que llevó una existencia protegida y privilegiada, sin ningún interés en la política. Braun no manifestó interés en los temas de gobierno hasta 1943, poco después de que la Alemania nazi se volcara en poner en marcha una economía de guerra total, algo que, entre otras cosas, suponía una posible prohibición de los cosméticos y los lujos de las mujeres. Según las memorias de Albert Speer, Braun se dirigió a Hitler «muy indignada» por este tema, por lo que después el Führer dio instrucciones a Speer, que entonces era Ministro de Armamento, para que tan solo paralizara temporalmente la producción de cosméticos en lugar de ordenar su prohibición total.
Braun siguió trabajando para Hoffmann incluso después de iniciar su relación con Hitler. Hizo numerosas fotografías y cortometrajes de los miembros del círculo más cercano del dictador alemán y algunas de ellas fueran vendidas por Hoffmann a precios muy elevados. Braun recibió un sueldo del estudio de fotografía hasta 1943 y también ocupó el puesto de secretaria privada del Führer, una posición que le permitía entrar y salir de la Cancillería del Reich sin acreditación, aunque ella usaba una entrada lateral y unas escaleras traseras. Görtemaker apunta que Braun y Hitler llevaron una vida sexual normal; sus amigos y familiares describen cómo en 1938 ella se reía mirando una foto del primer ministro británico Neville Chamberlain sentado en un sofá del piso de Hitler en Múnich sobre la que estaba escrito: «Si supiera lo que ese sofá ha visto».
El 3 de junio de 1944, la hermana de Eva, Gretl, contrajo matrimonio con Hermann Fegelein, Gruppenführer de las SS y oficial de enlace entre el equipo de Hitler y el Reichsführer-SS, Heinrich Himmler. Adolf Hitler usó esta boda como excusa para permitir a Eva Braun aparecer en actos oficiales, en los que ella era presentada como cuñada de Fegelein. Cuando Fegelein fue detenido al intentar huir de Alemania en los últimos días de la guerra, Hitler ordenó su ejecución y lo fusilaron en el jardín de la Cancillería del Reich el 28 de abril de 1945.

## Estilo de vida
Entre 1934 y 1936, se reformó y amplió una pequeña casa de vacaciones que Hitler había comprado en la zona montañosa de Obersalzberg en 1933. A la residencia original se le añadió una gran ala y en las cercanías se levantaron nuevas edificaciones. El terreno se valló y el resto de viviendas de la montaña fueron compradas por el partido nazi y derribadas. Allí, en el llamado Berghof, Eva Braun y el resto de miembros del séquito de Hitler estaban aislados del mundo exterior. Speer, Hermann Göring y Martin Bormann tenían casas construidas dentro del complejo.
El jefe del servicio personal de Hitler, Heinz Linge, afirma en sus memorias que Hitler y Braun tenían en el Berghof dos habitaciones y dos baños intercomunicados con puertas y que casi todas las noches el Führer se quedaba a solas con ella en su estudio antes de irse a dormir. Ella vestía una bata y bebía vino, mientras que él tomaba té. En público no hacían muestras de afecto o contacto físico, ni siquiera dentro del Berghof. Braun interpretaba el rol de anfitriona con los visitantes habituales, aunque no participaba en la gestión de la residencia. Con frecuencia Braun invitaba a amigos y familiares a acompañarla en el Berghof, los únicos invitados que tenían permiso para ello.
Cuando tuvo noticia del atentado del 20 de julio de 1944 contra Hitler, Braun le escribió: «Desde nuestro primer encuentro juré seguirte a cualquier lugar hasta la muerte. Solo vivo por tu amor». Hitler mencionó a Eva Braun en su testamento para que recibiera 12 000 reichsmark tras su muerte. Él estaba muy enamorado de ella y se preocupaba cuando Eva participaba en competiciones deportivas o llegaba tarde a tomar el té.
Eva Braun quería mucho a sus dos perros de raza terrier escocés, llamados Negus y Stasi, los cuales tenían sendas casetas. Los mantenía a ambos alejados de la perra pastor alemán de Hitler, Blondi, que fue sacrificada el 29 de abril de 1945 por orden de Hitler para probar el ácido prúsico de las cápsulas con las que tanto él como Eva Braun pensaban suicidarse al día siguiente. Los dos perros de Eva y los cachorros de Blondi fueron sacrificados a tiros por el adiestrador de perros de Hitler, Fritz Tornow, el 30 de abril.

## Matrimonio y suicidio

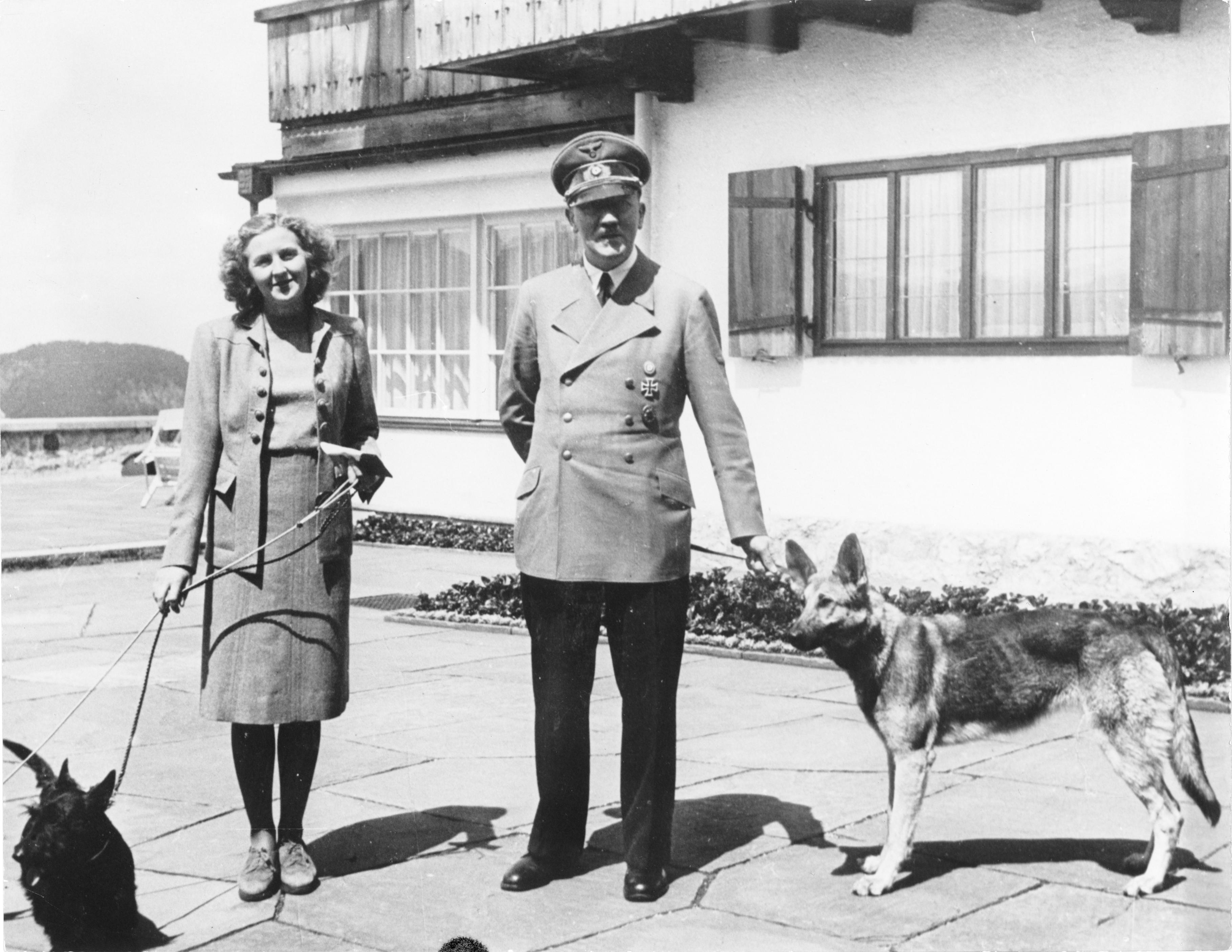
Eva Braun y Adolf Hitler con sus perros en el Berghof.

A principios de abril de 1945, Eva Braun viajó de Múnich a Berlín para estar con Hitler en el Führerbunker. Una vez allí no quiso irse a pesar de la cercanía de las tropas del Ejército Rojo, que comenzaron el asedio de la capital alemana a mediados de mes. Después de la medianoche del 28 al 29 de abril, Hitler y Braun contrajeron matrimonio en una modesta ceremonia civil dentro del búnker. Joseph Goebbels y Martin Bormann fueron testigos del enlace. Después, Hitler organizó un desayuno modesto con su nueva esposa. Con el matrimonio, Eva Braun pasó a llamarse Eva Hitler. Cuando firmó el acta matrimonial, escribió la letra B de su apellido familiar, pero enseguida la tachó y la reemplazó por el apellido Hitler.
Después de las 13:00 horas del 30 de abril, Braun y Hitler se despidieron del personal y de los miembros de su círculo más cercano. Aproximadamente un par de horas después varios testigos afirman que oyeron el sonido de un disparo, por lo que tras esperar unos minutos dos asistentes del Führer, Heinz Linge y Otto Günsche, entraron en el pequeño estudio y se encontraron los cuerpos sin vida de Eva Braun y Adolf Hitler sobre un sofá. Ella había ingerido una cápsula de ácido prúsico y él se había pegado un tiro en la sien derecha con su pistola. Los cuerpos se subieron por las escaleras y se sacaron del búnker por la salida de emergencia hacia el jardín situado detrás de la Cancillería del Reich, donde fueron parcialmente incinerados. Eva Braun tenía 33 años cuando se suicidó. 
Los soviéticos encontraron sus restos carbonizados y los enterraron secretamente en el complejo del SMERSH —departamento de contrainteligencia de la Unión Soviética— en Magdeburgo, Alemania Oriental, junto con los cuerpos de Joseph y Magda Goebbels y sus seis hijos. El 4 de abril de 1970, un equipo del KGB soviético con planos detallados de la ubicación de las tumbas exhumó en secreto cinco cajas de madera con lo que quedaba de los cuerpos, incineraron y machacaron los restos y arrojaron las cenizas al río Biederitz, afluente del cercano río Elba.
Toda la familia de Eva Braun sobrevivió a la guerra. Su madre Franziska vivió en una vieja granja en Ruhpolding, Baviera, y murió en enero de 1976 a los 90 años. Su padre, Fritz, había fallecido en 1964. Su hermana Gretl tuvo una hija el 5 de mayo de 1945 y la bautizó Eva. Después contrajo matrimonio con Kurt Beringhoff, un hombre de negocios; murió en 1987. La hermana mayor de Eva, Ilse, no formó parte del círculo cercano de Hitler; se casó en dos ocasiones y murió en 1979.